# Rangitaiki

Rangitaiki est une petite communauté rurale du district de Taupo dans la Baie de l'Abondance située dans l'île du Nord de la Nouvelle-Zélande.

## Situation
Elle est localisée près de la source du fleuve Rangitaiki.
C’est une zone de « terres froides » à l’extrémité sud de la plaine de Kaingaroa, sur le plateau volcanique de l’Île du Nord.
La région connait des températures similaires à celles de Central Otago durant les mois d’hiver, ainsi que des feux de broussailles durant l’été.

## Histoire
En 1839, les explorateurs européens et en particulier le botaniste John Bidwill, visitèrent la plaine  et l’auteur Katherine Mansfield décrivit ce paysage unique dans le roman The Woman at the Store (en).

## Installations
Le village comprend une école et une taverne.

## Éducation
L’école de Rangitaiki est une école primaire publique, mixte, avec un effectif de six élèves en 2023.